# Société d’anthropologie de Paris
Die Société d’anthropologie de Paris (SAP; „Pariser Gesellschaft für Anthropologie“) wurde 1859 von Paul Broca (1824–1880) im Verein mit andern wissenschaftlich bedeutenden Männern in Paris gegründet.  Zu ihren Zielen zählt die Erforschung der Naturgeschichte des Menschen, d. h. der Ursprung und die biologische Vielfalt der menschlichen Spezies.

## Geschichte
Als Paul Broca 1859 die Société d’anthropologie de Paris gründete, griff er auf die Definition zurück, die William Frédéric Edwards der Ethnologie gegeben hatte. (siehe auch Société ethnologique de Paris)
Die SAP wurde am 21. Juni 1864 als gemeinnützig anerkannt und gewann mit der wachsenden Zahl ihrer Mitglieder schnell an Einfluss. Broca war bis zu seinem Tod 1880 ihr Generalsekretär. Dem Beispiel der Gesellschaft folgten in den andern Hauptstädten Europas sehr bald weitere Gesellschaften dieser Art.
1870 nahm die Gesellschaft Clémence Royer als erste Frau in Frankreich in eine wissenschaftliche Gesellschaft auf. Mehr als 15 Jahre war sie das einzige weibliche Mitglied. Mehrfach durfte sie im Bulletin de la Société d’Anthropologie de Paris Beiträge veröffentlichen.
Seit 1889 verlieh die Einrichtung alljährlich einen Prix Bertillon, mit dem herausragende Publikationen der anthropologischen Demographie ausgezeichnet wurden. 1901 beispielsweise ging dieser Preis an William Z. Ripley (The Races of Europe) und Gustave Cauderlier (Les lois de la population).
Im Laufe ihres Bestehens hat die Gesellschaft vielfach neue wissenschaftliche Ansätze aufgenommen wie z. B. die Molekularbiologie, Genetik und Paläogenetik, dreidimensionale Bildgebung, Grabarchäologie, Auxologie, Ernährung usw.

## Tätigkeit
Wichtigste Tätigkeit der Société d'Anthropologie de Paris ist die Veröffentlichung einer internationalen wissenschaftlichen Zeitschrift, des Bulletins et Mémoires de la Société d'Anthropologie de Paris, sowie die Organisation einer jährlichen wissenschaftlichen Tagung. 2021 hat die Zeitschrift beschlossen, die Verbreitung der BMSAP an OpenEdition Journals  zu übertragen, mit kostenlosem Zugang in voller Länge ab der Veröffentlichung der Manuskripte, ohne dass den Autoren Publikationskosten entstehen.

## Präsidenten
Seit 2021 ist Aurélien Mounier Präsident der Société d’anthropologie de Paris. Ihm gingen voran:
- 1859: Martin-Magron
- 1860: Isidore Geoffroy Sain-Hilaire
- 1861: Béclard
- 1862: Jean-Christian-Marc Boudin
- 1863: Jean Louis Armand de Quatrefages de Bréau
- 1864: Louis Pierre Gratiolet
- 1865: Franz Pruner
- 1866: Périer
- 1867: Gavarret
- 1868: Bertrand
- 1869: Louis Lartet
- 1870–1871: Louis Gaussin
- 1872: Gustave Lagneau
- 1873: Adolphe Bertillon
- 1874: Faidherbe
- 1875: Dally
- 1876: Gabriel de Mortillet
- 1877: de Ranse
- 1878: Léon Henri-Martin
- 1879: André Sanson
- 1880: Charles Martin Ploix
- 1881: Parrot
- 1882: Thulié
- 1883: Proust
- 1884: Ernest Hamy
- 1885: Dureau
- 1886: Letourneau
- 1887: Magitot
- 1888: Pozzi
- 1889: Mathias Duval
- 1890: Hovelacque
- 1891: Laborde
- 1892: Bordier
- 1893: Ph. Salmon
- 1894: Dareste
- 1895: Issaurat
- 1896: André Lefèvre
- 1897: Ollivier-Brauregard
- 1898: Hervé
- 1899: Joseph Louis Capitan
- 1900: Yves Guyot
- 1901: Charvin
- 1902: René Verneau
- 1903: D'ault-Du-Mesnil
- 1904: Deniker
- 1905: Paul Sébillot
- 1906: Ernest Hamy
- 1907: Zaborowski
- 1908: Edouard Cuyer
- 1909: D'Echérac
- 1910: Mahoudeau
- 1911: Weisgerber
- 1912: Vinson
- 1913: Paul-Boncour
- 1914–1919: Variot
- 1920  Roland Bonaparte
- 1921: Siffre
- 1922: Montagné
- 1923: Henri-Martin
- 1924: Guebhard
- 1925: Louis Dubreuil-Chambardel
- 1926: Regnault
- 1927: Bloch
- 1928: Noir
- 1929: Jeanselme
- 1930: Brugiel
- 1931: Henri Rouvière
- 1932: Henri Victor Vallois
- 1933: De Santa-Maria
- 1934: Girard
- 1935: Crouzon
- 1936: Mignot
- 1937: Champy
- 1938: Vésigné
- 1939–1945: Louis Marin
- 1946: Lester
- 1947: Sémichon
- 1948: Jean Piveteau
- 1949: André Delmas
- 1950: Augier
- 1951: Bourdelle
- 1952: Léon Pales
- 1953: Solas
- 1954: Bennejeant
- 1955: J. Anthony
- 1956: Schreider
- 1957: Delattre
- 1958: Georges Olivier
- 1959: Beltrami
- 1960: Huard
- 1961: Bouteiller
- 1962: Gessain
- 1963: Bourlière
- 1964–1965: Schweich
- 1966–1967: Kherumian
- 1968–1969: Chippaux
- 1970–1971: Martiny
- 1972: Dastugue
- 1973: Genet-Varcin
- 1974: Riquet
- 1975–1976: R. Fenart
- 1977–1978: Yves Coppens
- 1979–1980: H. Pineau
- 1981–1982: M.C. Chamla
- 1983–1984: R.P. Cousin
- 1985–1986: Bernard Vandermeersch
- 1987–1988: A. Ducros
- 1989: J. Wangermez
- 1990–1991: Françoise Demoulin
- 1992–1993: Claude Masset
- 1994–1995: Alain Froment
- 1999: Anne-Marie Tillier
- 2003–2004: Pierre Darlu
- 2005–2006: Dominique Grimaud-Hervé
- 2007–2008: Pascal Sellier
- 2009–2012: Mark Guillon
- 2013–2015: Dominique Grimaud-Hervé
- 2016–2017: Gilles Berillon
- 2018–2021: Antoine Balzeau

## Publikationen
- Bulletins de la Société d’Anthropologie de Paris, 1860 (ab 1900 Bulletins et Mémoires de la Société d’Anthropologie de Paris; Abk. BMSAP)